# Beuella
Beuella is een geslacht van uitgestorven weekdieren uit de klasse van de Gastropoda (slakken). Exemplaren van dit geslacht zijn slechts als fossiel bekend.

## Soorten
- Beuella pisanelloides (Cossmann, 1923) †